# Meu Nome É Maalum
Meu Nome é Maalum é um curta-metragem de animação brasileiro de 2021, baseado no livro escrito por Magna Domingues e Eduardo Lurnel, que também roteirizam o filme e dirigido por Luísa Copetti. Produzido pela Pé de Moleque Filmes.

## Sinopse
Maalum é uma menina negra brasileira que nasce e cresce em um lar rodeado de amor e de referências afrocentradas. Logo que Maalum sai do seio de sua casa, ela se depara com os desafios impostos pelos discursos e práticas de uma sociedade racista. Assim que ela chega na escola, todos riem do seu nome. Ela não entende o porquê e, com ajuda da sua família, Maalum vai descobrir o significado e a tristeza se transforma em orgulho através da sua ancestralidade.

## Prêmios
O curta-metragem conquistou o Prêmio do Júri Oficial, melhor filme na 26º edição do FAM (Florianópolis Audiovisual Mercosul). Na 21ª Mostra de Cinema Infantil de Florianópolis, o curta recebeu, através do Juri Infantil, o Prêmio Especial Das Crianças. Também levou o prêmio de Melhor Filme Infantil na 15ª edição do Curta Taquary.
Meu Nome é Maalum foi finalista do Grande Prêmio do Cinema Brasileiro 2023 e recebeu o prêmio Jeorge Pereira, da Associação Brasileira de Cinema de Animação (ABCA) no 12º ANIMAGE - Festival Internacional de Animação de Pernambuco, como Melhor Filme Brasileiro.